# Lolita (opera teatrale)
Lolita è un'opera teatrale del drammaturgo statunitense Edward Albee, tratta dall'omonimo romanzo di Vladimir Nabokov.
La piece fu il secondo tentativo di mettere in scena il capolavoro di Nabokov, dopo il fallimentare musical di John Barry e Alan Jay Lerner Lolita, My Love (1971).
Il dramma debuttò al Brooks Atkinson Theatre di Broadway il 19 marzo 1981 e rimase in scena per sole dodici repliche, prima di chiudere il 28 marzo. Frank Dunlop curava la regia e il cast comprendeva: Donald Sutherland (Humbert Humbert), Clive Revill (Claire Quilty), Ian Richardson (Nabokov) e Blanche Baker (Lolita).